# Marie-Amélie de Boufflers
Pour les articles homonymes, voir Boufflers.
Pour les autres membres de la famille, voir Famille de Boufflers.
Marie-Amélie de Boufflers, par son mariage duchesse de Lauzun (1766) puis duchesse de Biron (1788), est une aristocrate française née le 5 mai 1751 à Paris, guillotinée le 27 juin 1794 pendant la Révolution française.

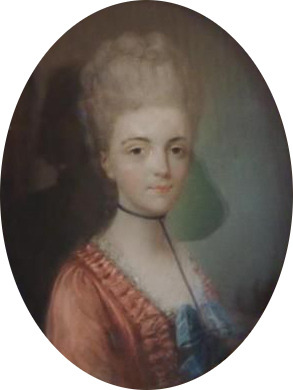
Marie-Amélie de Boufflers

## Biographie
Fille unique de Charles-Joseph de Boufflers (1731-1751), dernier duc de Boufflers, gouverneur de la Flandre et du Hainaut, et de Marie-Anne-Philippine de Montmorency-Logny (cf. Quarouble) (1732-1797), dame du palais de Marie Leszczyńska puis de Marie-Antoinette, elle est l'héritière de sa richissime grand-mère paternelle Madeleine Angélique Neufville de Villeroy, veuve de Joseph-Marie de Boufflers puis maréchale de Luxembourg depuis son second mariage avec Charles-François de Montmorency. 
En 1760, lors d'un voyage fait avec sa grand-mère, la jeune Marie-Amélie rencontre Jean-Jacques Rousseau qui dira plus tard de l'enfant d'à peine dix ans: C'était une charmante personne. Elle avait vraiment une figure, une douceur, une timidité virginale. Rien de plus aimable et de plus intéressant que sa figure, rien de plus tendre et de plus chaste que les sentiments qu'elle inspirait.
Le 4 février 1766, elle épouse Armand-Louis de Gontaut-Biron, duc de Lauzun et futur duc de Biron (1788). Après quelques mois de mariage le « beau Lauzun » en a assez de sa timide épouse, et part vers d'autres conquêtes féminines. Malgré l'échec public de son mariage, la nouvelle duchesse de Lauzun devient célèbre dans la haute société française pour son intelligence, sa discrétion, sa beauté et ses manières charmantes et timides. Elle se lie d'amitié avec Béatrix de Choiseul-Stainville et Anne-Louise-Marie de Beauvau-Craon, tandis que son immense fortune personnelle lui permet de devenir une figure de proue de la mode. Marie-Amélie de Boufflers est aussi proche des Encyclopédistes et son salon est réputé. Ses appartements à Versailles contiennent une collection de livres et de manuscrits rares.
En 1791, elle émigre, mais pour ne pas tomber sous le coup des décrets relatifs aux émigrés, elle rentre en France, puis repart après la journée du 10 août 1792. Ne voulant pas voir ses biens confisqués elle revient à nouveau en France. Arrêtée à deux reprises comme suspecte, elle est condamnée à mort et guillotinée le 9 messidor an II (27 juin 1794) et est inhumée au cimetière de Picpus.

## Sources
- Armand Louis duc de Lauzun, général Biron, Mémoires suivis de lettres adressées à l'auteur par sa femme Amélie de Boufflers, Aimée de Coigny, duchesse de Fleury, et par la marquise de Coigny, Paris, H. Jonquières, 1928. (OCLC 2760638)
- Paul Tisseau, Le tragique destin d'Amélie de Boufflers, duchesse de Lauzun, Genève : A. Jullien, 1937.
- André Morellet;  Pierre-Edouard Lemontey, Mémoires de l'abbé Morellet... sur le dix-huitième siècle et sur la Révolution ; précédés de l'Éloge de l'abbé Morellet ; Chapitre XXVI Le Cri des familles ; Paris, Ladvocat, 1821. (OCLC 5588774)
- Courchamps, comte de; Renée Caroline de Froulay, marquise de Créquy; Souvenirs de la Marquise de Créquy, de 1710 à 1803.; Troisième Tome, Chapitre VI ; Paris, H.L. Delloye, 1840. (OCLC 12460461)
- Amelia Ruth Gere Mason ; The women of the French salons. ; Chapter XVI, The Salon Helvetique ; New York, The Century Co., 1891. (OCLC 1909485)
- F M Th Cédoz ; Un Couvent de religieuses anglaises à Paris de 1634 à 1884 ; Chapitre 8 : Gouvernement de Mme Frances-Louisa Lancaster, 1765-1808. Paris : Lecoffre ; Londres : Burns et Oates, 1891. (OCLC 123509493)
- Jules Michelet, Histoire de la Révolution française[réf. à confirmer]